# Абада, Патрик
Патрик Абада (фр. Patrick Abada; род. 20 марта 1954, Коломб) — французский легкоатлет, специалист по прыжкам с шестом. Выступал за сборную Франции по лёгкой атлетике в 1970-х и 1980-х годах, обладатель двух бронзовых медалей чемпионатов Европы в помещении, бронзовый призёр Всемирной Универсиады, победитель Кубка Европы и Средиземноморских игр, участник летних Олимпийских игр в Монреале.

## Биография
Патрик Абада родился 20 марта 1954 года в муниципалитете Коломб департамента О-де-Сен, Франция. Выходец из алжирской семьи с турецкими корнями. Занимался лёгкой атлетикой в Париже в клубе Racing Club de France.
Впервые заявил о себе на международном уровне в сезоне 1973 года, когда вошёл в состав французской сборной и выступил на чемпионате Европы в помещении в Роттердаме, где в зачёте прыжков с шестом стал шестым. Позднее прыгал на юниорском европейском первенстве в Дуйсбурге, но здесь провалил все свои попытки, не показав никакого результата.
В 1974 году в той же дисциплине занял девятое место на чемпионате Европы в Риме.
В 1975 году был четвёртым на Кубке Европы в Ницце.
Благодаря череде успешных выступлений в 1976 году удостоился права защищать честь страны на летних Олимпийских играх в Монреале — в финале прыжков с шестом показал результат 5,45 метра, расположившись в итоговом протоколе соревнований на четвёртой строке.
На чемпионате Европы 1978 года в Праге занял девятое место.
В 1979 году отметился выступлением на чемпионате Европы в помещении в Вене, был вторым на Кубке Европы в Турине и на Кубке мира в Монреале. Будучи студентом, представлял Францию на Всемирной Универсиаде в Мехико, где завоевал бронзовую награду. На домашних соревнованиях в Париже взял высоту в 5,65 метра, показав наравне с соотечественником Филиппом Увионом лучший результат мирового сезона.
В 1980 году среди прочего взял бронзу на чемпионате Европы в помещении в Зиндельфингене.
В 1983 году стал бронзовым призёром на чемпионате Европы в помещении в Будапеште, показал шестой результат на впервые проводившемся чемпионате мира по лёгкой атлетике в Хельсинки, одержал победу на Кубке Европы в Лондоне и на Средиземноморских играх в Касабланке. Также в этом сезоне превзошёл всех соперников на Мемориале Ван Дамме в Брюсселе, установив при этом свой личный рекорд в прыжках с шестом — 5,70 метра.
В 1985 году занял четвёртое место на домашних Всемирных легкоатлетических играх в помещении в Париже.
Завершил спортивную карьеру по окончании сезона 1986 года.
Впоследствии проявил себя как спортивный организатор, занимал должность президента отделения лёгкой атлетики своего клуба Racing Club de France.